# Alfred-Louis Brunet-Debaines
Pour les articles homonymes, voir Brunet.
Alfred-Louis Brunet-Debaines (1845-1939) est un peintre, dessinateur et graveur français qui fit carrière en Angleterre.

## Biographie
Louis Alfred Henri est né le 5 novembre 1845 au Havre de Charles Fortuné Louis Brunet-Debaines (1801-1862), architecte originaire de Vannes, et Catherine Eugénie Marvie (1808-1877).
Formé dans le cabinet de son père, il devient, très jeune, un graveur accompli dans la technique de l'eau-forte et affectionne les paysages urbains.
Il entre à l'École des beaux-arts de Paris en 1863 et fréquente l'atelier d'Isidore Pils.
Il devient ensuite membre de la Société des aquafortistes dès 1865 et perfectionne ses connaissances auprès de Léon Gaucherel, Maxime Lalanne et Jules Jacquemart, ce dernier exerçant une certaine influence sur lui. Il expose ses premières créations au Salon de 1866, puis, régulièrement jusqu'en 1885. En 1873, il obtient une médaille de 1re classe au Salon, année où il est placé en hors-concours puis une médaille d'honneur en 1903.
Les éditions d'Alfred Cadart publieront de lui une dizaine d'estampes, entre autres dans L'Illustration nouvelle et L'Eau forte en (1868-1876), parmi lesquelles on trouve de nombreuses vues de Rouen. Son atelier parisien se trouve un temps 58 rue Notre-Dame-des-Champs puis 13 rue Montmartre (1885).
Dès 1872, il connaît une certaine renommée en Angleterre, où il est invité à exposer par le critique d'art Philip Gilbert Hamerton : il participe à ses deux revues d'art illustrées que sont The Portfolio et Etching and Etchers, pour lesquelles il livre de nombreuses gravures de reproduction des maîtres du XVIIIe et XIXe anglais ; il produit surtout une suite saisissante des anciennes abbayes du nord du pays, conjointement avec son collègue Henri Toussaint, The Ruined Abbeys of Yorkshire (1883). Entre 1872 et 1883, il expose ses gravures à la Royal Academy et en 1882, il est élu à la Royal Society of Painter-Etchers and Engravers de Londres et collabore régulièrement à The Art Journal jusque dans les années 1900.
Sur Paris, il est le principal graveur pour le galeriste Paul Durand-Ruel du Recueil d'estampes gravées à l'eau-forte (1873-1875).
Revenu de Londres, il quitte Paris et s'installe à Rouen où il produit plusieurs recueils périodiques d'estampes publiés dans le Rouen illustré chez E. Augé (1880-1886) en compagnie de Jules Adeline, Maxime Lalanne et Henri Toussaint.
En avril 1894, il est nommé chevalier de la Légion d'honneur sous le parrainage de Léon Bonnat.
En 1889 et en 1900, il obtient une médaille d'or aux Expositions universelles organisées à Paris.
Retiré en Provence, Alfred-Louis Brunet-Debaines meurt le 12 février 1939 à Hyères.

## Distinctions
- Chevalier de la Légion d'honneur (1894).

## Principaux recueils
Brunet-Debaines contribua à des nombreux ouvrages et albums parmi lesquels :
- A. de Bullemont, Catalogue raisonné peintures, sculptures et objets d'art qui dècoraient l'hôtel-de-ville de Paris, avant sa destruction, Paris, A. Morel, 1871.
- Samuel Frère, Artistes normands, Rouen, Métérie, 1878.
- [Collectif], Rouen illustré, livraisons I à VIII, Rouen, E. Augé, [1880-1884].
- W. Chambers Lefroy, The Ruined Abbeys of York, Londres, Seeley jackson & Halliday, 1883 — lire en ligne.
- [Collectif] François Bouquet, Rouen aux principales époques de son histoire, jusqu'au dix-neuvième siècle, trente-deux eaux-fortes et vingt vignettes, Rouen, E. Augé, 1886.

## Conservation
Outre quelques estampes conservées à la Chalcographie du Louvre et au cabinet des estampes de la BnF, on trouve :
- Dix-huit estampes de la série Château de Saint-Germain-en-Laye, imprimées chez Auguste Delâtre, musée d'Archéologie nationale (Saint-Germain-en-Laye)[5].
- Vue de Dole depuis le canal des Tanneurs, eau-forte, musée des beaux-arts de Dole[6].
- La rue Rochette (1874), eau-forte, musée des Ursulines de Mâcon[7].
- Scène de port à marée basse, eau-forte, musée Thomas Henry (Cherbourg)[8].

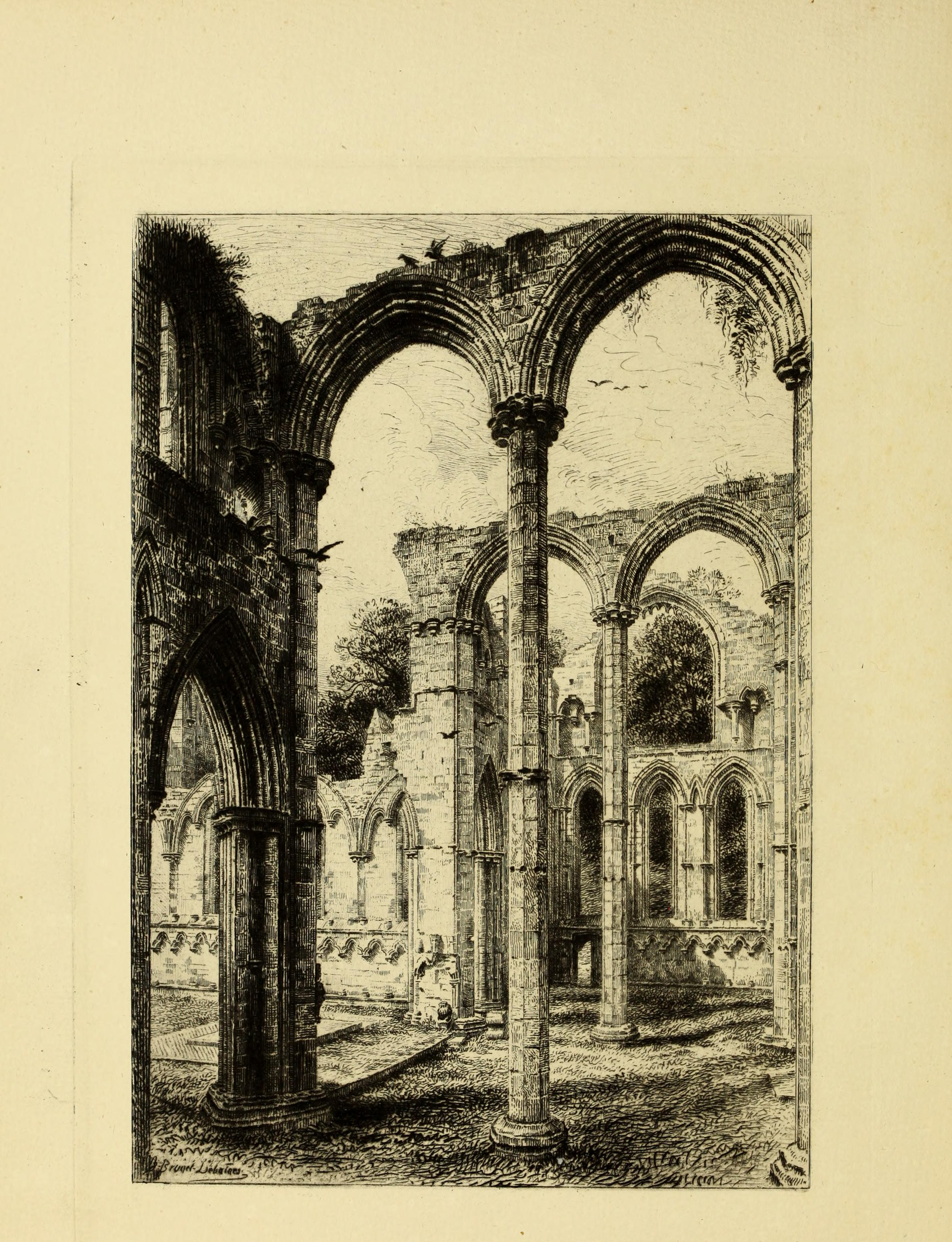
Frontispice pour The Ruined Abbeys of York (1883)
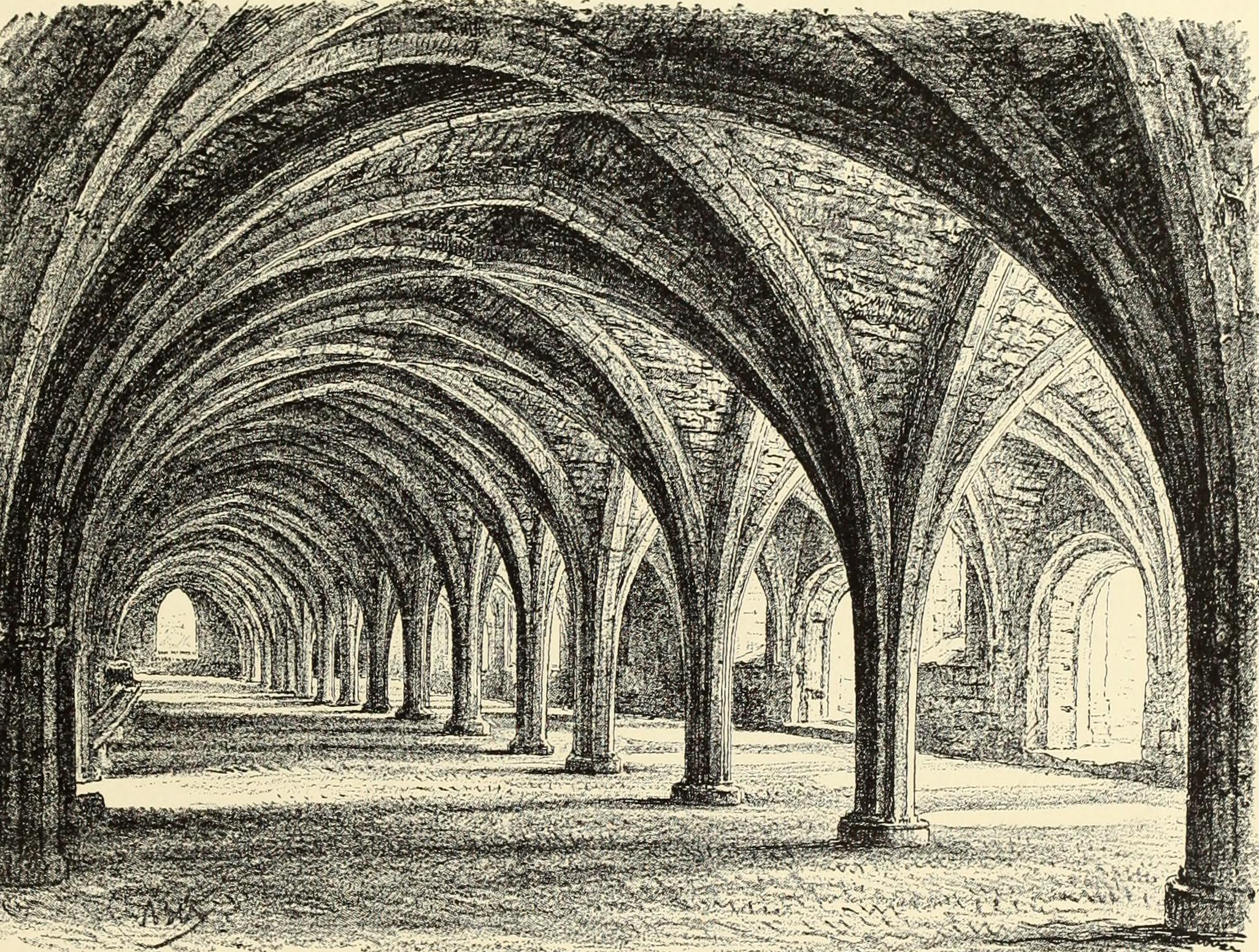
Eau-forte pour The Ruined Abbeys of York (1883)
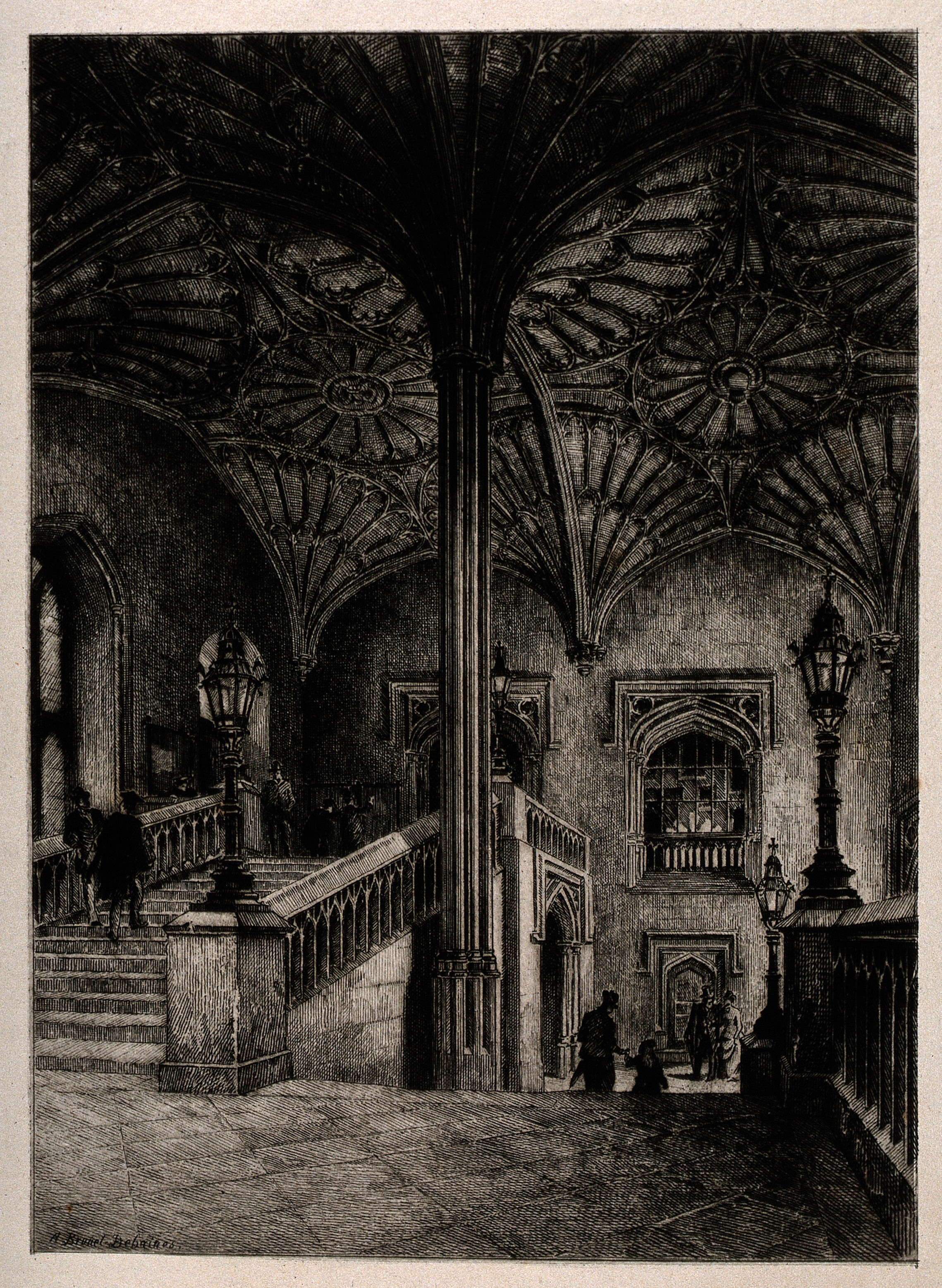
Oxford: interior of staircase leading to the hall, eau-forte (Fonds Wellcome)

## Élèves
- Gaston Manchon